# Universitat Estatal Wayne
La Universitat Estatal Wayne (en anglès: Wayne State University) (WSU) és una universitat de Detroit, Michigan. Wayne té al voltant de 32.000 estudiants, en més de 400 programes acadèmics, en 13 escoles i col·legis. El campus principal, amb una superfície de gairebé 200 acres, acull uns 100 edificis. És una de les 100 universitats més grans dels Estats Units.